# 佐藤匠 (格闘家)
佐藤 匠（さとう たくみ、1983年11月19日 - ）は、日本の空手家、キックボクサー。神奈川県出身。極真会館出身で、現在はタクミ道場の代表。

## 来歴
2005年8月20日、プロデビュー戦となった一撃で森口竜と対戦し、1-0の判定ドロー。一撃実行委員会代表であったフランシスコ・フィリォに「佐藤が最も印象に残った」と評価された。
2006年5月4日、第17回全日本新空手道選手権大会・K-2トーナメント重量級に出場。決勝で高萩勉に敗れ準優勝となった。
2006年12月2日、K-1初参戦となったK-1 WORLD GP 2006 in TOKYO 決勝戦のオープニングファイトで高萩ツトムと対戦し3度のダウンを奪いKO勝ち。
2007年4月28日、K-1 WORLD GP 2007 in HAWAIIのリザーブファイトでビリー・ホールと対戦し2度のダウンを奪いKO勝ち。
2007年8月16日、K-1 TRYOUT 2007 SURVIVALに出場。1回戦で高萩ツトムに判定勝ちするも、決勝で前田慶次郎（現・藤本京太郎）に判定負け。
2008年4月13日、K-1 WORLD GP 2008 IN YOKOHAMAで中迫強と対戦し、判定負け。
2008年6月29日、K-1 WORLD GP 2008 IN FUKUOKAで行われたK-1 JAPAN GPに出場。1回戦で野田貢に判定勝ちするも、準決勝で前田慶次郎と再戦し判定負け。
2009年8月2日、K-1 WORLD GP 2009 IN SEOULで行われたASIA GPに出場。1回戦でユ・ヤンレに判定勝ちするも、準決勝で金泰泳に延長R1-2の判定負け。
2010年4月3日、K-1 WORLD GP 2010 IN YOKOHAMAでセルゲイ・ラシェンコと対戦し、0-3の判定負け。
2010年10月2日、K-1 WORLD GP 2010 IN SEOUL FINAL16のスーパーファイトでセルゲイ・ハリトーノフと対戦し、1RKO負けを喫した。

## 戦績
| キックボクシング 戦績 | キックボクシング 戦績 | キックボクシング 戦績 | キックボクシング 戦績 | キックボクシング 戦績 | キックボクシング 戦績 | キックボクシング 戦績 |
| --------------------- | --------------------- | --------------------- | --------------------- | --------------------- | --------------------- | --------------------- |
| 15 試合               | (T)KO                 | 判定                  | その他                | 引き分け              | 無効試合              |                       |
| 7 勝                  | 4                     | 3                     | 0                     | 1                     | 0                     |                       |
| 7 敗                  | 1                     | 6                     | 0                     | 1                     | 0                     |                       |

| 勝敗 | 対戦相手               | 試合結果                                  | 大会名                                                     | 開催年月日     |
| ×    | セルゲイ・ハリトーノフ | 1R 2:30 KO（右フック→左膝蹴り）           | K-1 WORLD GP 2010 IN SEOUL FINAL16                         | 2010年10月2日  |
| ×    | セルゲイ・ラシェンコ   | 3R終了 判定0-3                            | K-1 WORLD GP 2010 IN YOKOHAMA                              | 2010年4月3日   |
| ×    | 金泰泳                 | 3R+延長1R終了 判定1-2                     | K-1 WORLD GP 2009 IN SEOUL -ASIA GP- 【ASIA GP 準決勝】    | 2009年8月2日   |
| ○    | ユ・ヤンレ             | 3R+延長1R終了 判定3-0                     | K-1 WORLD GP 2009 IN SEOUL -ASIA GP- 【ASIA GP 1回戦】     | 2009年8月2日   |
| ○    | 堀啓                   | 3R 1:19 TKO（タオル投入）                 | K-1 WORLD GP 2009 IN YOKOHAMA 【オープニングファイト】     | 2009年3月28日  |
| ×    | 前田慶次郎             | 3R終了 判定0-3                            | K-1 WORLD GP 2008 IN FUKUOKA 【K-1 JAPAN GP 2008 準決勝】  | 2008年6月29日  |
| ○    | 野田貢                 | 3R終了 判定2-0                            | K-1 WORLD GP 2008 IN FUKUOKA 【K-1 JAPAN GP 2008 1回戦】   | 2008年6月29日  |
| ×    | 中迫強                 | 3R終了 判定0-3                            | K-1 WORLD GP 2008 IN YOKOHAMA                              | 2008年4月13日  |
| ×    | ロマン・クレイブル     | 判定                                      | K-1 Fighting Network Czech Republic 【1回戦】              | 2007年12月15日 |
| ×    | 前田慶次郎             | 延長R終了 判定0-3                         | K-1 TRYOUT 2007 SURVIVAL 【K-1 YOUNG JAPAN GP 決勝】       | 2007年8月16日  |
| ○    | 高萩ツトム             | 3R終了 判定3-0                            | K-1 TRYOUT 2007 SURVIVAL 【K-1 YOUNG JAPAN GP 1回戦】      | 2007年8月16日  |
| ○    | ビリー・ホール         | 1R 2:49 KO（2ノックダウン：右ストレート） | K-1 WORLD GP 2007 in HAWAII 【リザーブファイト】           | 2007年4月28日  |
| ○    | 高萩ツトム             | 2R 2:47 KO（3ノックダウン：右ストレート） | K-1 WORLD GP 2006 in TOKYO 決勝戦 【オープニングファイト】 | 2006年12月2日  |
| ○    | マウーショ             | 2R KO                                     | 一撃ブルガリア 【一撃キックルール】                        | 2006年10月28日 |
| △    | 森口竜                 | 3R終了 判定1-0                            | 一撃 8.20 ICHIGEKI 【一撃キックルール】                    | 2005年8月20日  |

## 獲得タイトル
- 第36回全日本空手道選手権大会 ベスト16
- 第17回全日本新空手道選手権大会重量級 準優勝
- K-1 YOUNG JAPAN GP 2008 準優勝